# Politiek in Overijssel
De provincie Overijssel wordt bestuurd vanuit het provinciehuis in de hoofdstad Zwolle.

## Provinciale Staten
| Uitslagen van de verkiezingen voor Provinciale Staten vanaf 1991 | Uitslagen van de verkiezingen voor Provinciale Staten vanaf 1991 | Uitslagen van de verkiezingen voor Provinciale Staten vanaf 1991 | Uitslagen van de verkiezingen voor Provinciale Staten vanaf 1991 | Uitslagen van de verkiezingen voor Provinciale Staten vanaf 1991 | Uitslagen van de verkiezingen voor Provinciale Staten vanaf 1991 | Uitslagen van de verkiezingen voor Provinciale Staten vanaf 1991 | Uitslagen van de verkiezingen voor Provinciale Staten vanaf 1991 | Uitslagen van de verkiezingen voor Provinciale Staten vanaf 1991 | Uitslagen van de verkiezingen voor Provinciale Staten vanaf 1991 | Uitslagen van de verkiezingen voor Provinciale Staten vanaf 1991 | Uitslagen van de verkiezingen voor Provinciale Staten vanaf 1991 | Uitslagen van de verkiezingen voor Provinciale Staten vanaf 1991 | Uitslagen van de verkiezingen voor Provinciale Staten vanaf 1991 | Uitslagen van de verkiezingen voor Provinciale Staten vanaf 1991 | Uitslagen van de verkiezingen voor Provinciale Staten vanaf 1991 | Uitslagen van de verkiezingen voor Provinciale Staten vanaf 1991 | Uitslagen van de verkiezingen voor Provinciale Staten vanaf 1991 | Uitslagen van de verkiezingen voor Provinciale Staten vanaf 1991 | Uitslagen van de verkiezingen voor Provinciale Staten vanaf 1991 | Uitslagen van de verkiezingen voor Provinciale Staten vanaf 1991 |
| Partij                                                           | Partij                                                           | 1991                                                             | 1991                                                             | 1995                                                             | 1995                                                             | 1999                                                             | 1999                                                             | 2003                                                             | 2003                                                             | 2007                                                             | 2007                                                             | 2011                                                             | 2011                                                             | 2015                                                             | 2015                                                             | 2019                                                             | 2019                                                             | 2023                                                             | 2023                                                             |                                                                  |
| Partij                                                           | Partij                                                           | %                                                                | #                                                                | %                                                                | #                                                                | %                                                                | #                                                                | %                                                                | #                                                                | %                                                                | #                                                                | %                                                                | #                                                                | %                                                                | #                                                                | %                                                                | #                                                                | %                                                                | #                                                                |                                                                  |
| ---------------------------------------------------------------- | ---------------------------------------------------------------- | ---------------------------------------------------------------- | ---------------------------------------------------------------- | ---------------------------------------------------------------- | ---------------------------------------------------------------- | ---------------------------------------------------------------- | ---------------------------------------------------------------- | ---------------------------------------------------------------- | ---------------------------------------------------------------- | ---------------------------------------------------------------- | ---------------------------------------------------------------- | ---------------------------------------------------------------- | ---------------------------------------------------------------- | ---------------------------------------------------------------- | ---------------------------------------------------------------- | ---------------------------------------------------------------- | ---------------------------------------------------------------- | ---------------------------------------------------------------- | ---------------------------------------------------------------- | ---------------------------------------------------------------- |
|                                                                  | BoerBurgerBeweging                                               | -                                                                | -                                                                | -                                                                | -                                                                | -                                                                | -                                                                | -                                                                | -                                                                | -                                                                | -                                                                | -                                                                | -                                                                | -                                                                | -                                                                | -                                                                | -                                                                | 31,45                                                            | 17 (9)                                                           |                                                                  |
|                                                                  | Christen-Democratisch Appèl                                      | 41,96                                                            | 27                                                               | 31,25                                                            | 21                                                               | 33,59                                                            | 22                                                               | 37,37                                                            | 24                                                               | 34,05                                                            | 17                                                               | 21,37                                                            | 11                                                               | 22,44                                                            | 11                                                               | 17,10                                                            | 9                                                                | 8,20                                                             | 4                                                                |                                                                  |
|                                                                  | Volkspartij voor Vrijheid en Democratie                          | 11,80                                                            | 7                                                                | 21,67                                                            | 15                                                               | 17,72                                                            | 12                                                               | 13,73                                                            | 9                                                                | 13,57                                                            | 6                                                                | 15,78                                                            | 8                                                                | 12,43                                                            | 6                                                                | 12,94                                                            | 6                                                                | 7,96                                                             | 4                                                                |                                                                  |
|                                                                  | GroenLinks                                                       | 3,63                                                             | 2                                                                | 3,50                                                             | 2                                                                | 8,30                                                             | 5                                                                | 5,25                                                             | 3                                                                | 4,30                                                             | 2                                                                | 5,10                                                             | 2                                                                | 4,30                                                             | 2                                                                | 9,48                                                             | 5                                                                | 7,41                                                             | 4                                                                |                                                                  |
|                                                                  | Partij van de Arbeid                                             | 19,80                                                            | 13                                                               | 17,04                                                            | 11                                                               | 18,45                                                            | 12                                                               | 23,01                                                            | 15                                                               | 17,87                                                            | 9                                                                | 18,11                                                            | 9                                                                | 10,59                                                            | 5                                                                | 8,50                                                             | 4                                                                | 6,70                                                             | 3                                                                |                                                                  |
|                                                                  | ChristenUnie                                                     | -                                                                | -                                                                | -                                                                | -                                                                | -                                                                | -                                                                | 7,48                                                             | 4                                                                | 10,36                                                            | 5                                                                | 7,20                                                             | 3                                                                | 8,37                                                             | 4                                                                | 8,26                                                             | 4                                                                | 5,89                                                             | 3                                                                |                                                                  |
|                                                                  | Partij voor de Vrijheid                                          | -                                                                | -                                                                | -                                                                | -                                                                | -                                                                | -                                                                | -                                                                | -                                                                | -                                                                | -                                                                | 8,89                                                             | 4                                                                | 9,43                                                             | 5                                                                | 7,18                                                             | 3                                                                | 4,88                                                             | 2                                                                |                                                                  |
|                                                                  | Staatkundig Gereformeerde Partij                                 | 3,18                                                             | 2                                                                | 3,10                                                             | 2                                                                | 3,36                                                             | 2                                                                | 3,53                                                             | 2                                                                | 3,48                                                             | 2                                                                | 3,36                                                             | 2                                                                | 4,31                                                             | 2                                                                | 3,91                                                             | 2                                                                | 3,66                                                             | 2                                                                |                                                                  |
|                                                                  | Democraten 66                                                    | 12,51                                                            | 8                                                                | 7,62                                                             | 5                                                                | 4,20                                                             | 2                                                                | 3,27                                                             | 2                                                                | 1,63                                                             | 0                                                                | 7,42                                                             | 3                                                                | 10,47                                                            | 5                                                                | 5,77                                                             | 3                                                                | 3,60                                                             | 2                                                                |                                                                  |
|                                                                  | JA21                                                             | -                                                                | -                                                                | -                                                                | -                                                                | -                                                                | -                                                                | -                                                                | -                                                                | -                                                                | -                                                                | -                                                                | -                                                                | -                                                                | -                                                                | -                                                                | -                                                                | 3,56                                                             | 2                                                                |                                                                  |
|                                                                  | Partij voor de Dieren                                            | -                                                                | -                                                                | -                                                                | -                                                                | -                                                                | -                                                                | -                                                                | -                                                                | 1,68                                                             | 0                                                                | 1,33                                                             | 0                                                                | 2,24                                                             | 1                                                                | 3,03                                                             | 1                                                                | 3,55                                                             | 1                                                                |                                                                  |
|                                                                  | Socialistische Partij                                            | 0,42                                                             | 0                                                                | 1,23                                                             | 0                                                                | 2,77                                                             | 2                                                                | 4,33                                                             | 3                                                                | 11,75                                                            | 6                                                                | 8,68                                                             | 4                                                                | 10,70                                                            | 5                                                                | 5,88                                                             | 3                                                                | 2,98                                                             | 1                                                                |                                                                  |
|                                                                  | Volt Nederland                                                   | -                                                                | -                                                                | -                                                                | -                                                                | -                                                                | -                                                                | -                                                                | -                                                                | -                                                                | -                                                                | -                                                                | -                                                                | -                                                                | -                                                                | -                                                                | -                                                                | 2,98                                                             | 1                                                                |                                                                  |
|                                                                  | Forum voor Democratie                                            | -                                                                | -                                                                | -                                                                | -                                                                | -                                                                | -                                                                | -                                                                | -                                                                | -                                                                | -                                                                | -                                                                | -                                                                | -                                                                | -                                                                | 13,27                                                            | 6                                                                | 2,72                                                             | 1                                                                |                                                                  |
|                                                                  | 50PLUS                                                           | -                                                                | -                                                                | -                                                                | -                                                                | -                                                                | -                                                                | -                                                                | -                                                                | -                                                                | -                                                                | 2,61                                                             | 1                                                                | 2,91                                                             | 1                                                                | 3,43                                                             | 1                                                                | 1,20                                                             | 0                                                                |                                                                  |
|                                                                  | Lijst Pim Fortuyn                                                | -                                                                | -                                                                | -                                                                | -                                                                | -                                                                | -                                                                | 2,03                                                             | 1                                                                | -                                                                | -                                                                | -                                                                | -                                                                | -                                                                | -                                                                | -                                                                | -                                                                | -                                                                | -                                                                |                                                                  |
|                                                                  | Reformatorische Politieke Federatie                              | 3,03                                                             | 2                                                                | 4,40                                                             | 3                                                                | 4,92                                                             | 3                                                                | -                                                                | -                                                                | -                                                                | -                                                                | -                                                                | -                                                                | -                                                                | -                                                                | -                                                                | -                                                                | -                                                                | -                                                                |                                                                  |
|                                                                  | Gereformeerd Politiek Verbond                                    | 3,62                                                             | 2                                                                | 3,86                                                             | 2                                                                | 4,16                                                             | 3                                                                | -                                                                | -                                                                | -                                                                | -                                                                | -                                                                | -                                                                | -                                                                | -                                                                | -                                                                | -                                                                | -                                                                | -                                                                |                                                                  |
|                                                                  | Algemeen Ouderen Verbond                                         | -                                                                | -                                                                | 2,28                                                             | 1                                                                | -                                                                | -                                                                | -                                                                | -                                                                | -                                                                | -                                                                | -                                                                | -                                                                | -                                                                | -                                                                | -                                                                | -                                                                | -                                                                | -                                                                |                                                                  |
|                                                                  | Unie 55+                                                         | -                                                                | -                                                                | 1,43                                                             | 1                                                                | -                                                                | -                                                                | -                                                                | -                                                                | -                                                                | -                                                                | -                                                                | -                                                                | -                                                                | -                                                                | -                                                                | -                                                                | -                                                                | -                                                                |                                                                  |
|                                                                  | overige partijen                                                 | 0,06                                                             | 0                                                                | 2,82                                                             | 0                                                                | 2,53                                                             | 0                                                                | -                                                                | -                                                                | 1,31                                                             | 0                                                                | 0,16                                                             | 0                                                                | 1,82                                                             | 0                                                                | 1,24                                                             | 0                                                                | 3,24                                                             | 0                                                                |                                                                  |
| Totaal                                                           | Totaal                                                           | 100                                                              | 63                                                               | 100                                                              | 63                                                               | 100                                                              | 63                                                               | 100                                                              | 63                                                               | 100                                                              | 47                                                               | 100                                                              | 47                                                               | 100                                                              | 47                                                               | 100                                                              | 47                                                               | 100                                                              | 47                                                               |                                                                  |
| Opkomstpercentage                                                | Opkomstpercentage                                                | 58,93                                                            |                                                                  | 55,06                                                            |                                                                  | 50,33                                                            |                                                                  | 51,66                                                            |                                                                  | 49,88                                                            |                                                                  | 57,72                                                            |                                                                  | 49,76                                                            |                                                                  | 59,27                                                            |                                                                  | 65,06                                                            |                                                                  |                                                                  |

### Wijzigingen in de Overijsselse Staten (2023-2027)
- 10 juni 2024: Twee BBB-Statenleden gaan zelfstandig verder onder de naam Overijssel Vooruit
- 3 februari 2025: Zes BBB-Statenleden gaan zelfstandig verder onder de naam Provincie Belang Overijssel

### Wijzigingen in de Overijsselse Staten (2019-2023)
- 1 mei 2020: Chilion Snoek verruilt Forum voor Democratie voor Groep Otten
- 3 mei 2020: Fred Kerkhof verruilt 50PLUS voor Partij voor de Toekomst
- 9 juli 2020: Chilion Snoek Sluit zich aan bij Partij voor de Toekomst
- 30 september 2020: Volkspartij voor Vrijheid en Democratie zet Anneriek Schönbaum uit de fractie
- 18 oktober 2020: Chilion Snoek en Fred Kerkhof verruilen Partij voor de Toekomst voor het door hun opgerichte Mooi Overijssel
- 28 oktober 2020: Anneriek Schönbaum gaat verder als Groep Schönbaum
- 26 november 2020: Alle leden van Forum voor Democratie, behalve Andreas Bakir stappen uit de fractie en gaan gezamenlijk verder als onafhankelijke partij.
- 8 januari 2021: de afgesplitste Statenleden van FVD gaan tot de verkiezingen door onder de naam Onafhankelijke Conservatieve Liberalen (OCL)

## Gedeputeerde Staten
Andries Heidema is sinds 11 juli 2018 commissaris van de Koning.
Provinciesecretaris is Nico Versteeg.

### 2007-2011
Het college van Gedeputeerde Staten berustte voor de periode 2007-2011 op een coalitie van CDA, PvdA en VVD en bestond uit de volgende zes gedeputeerden:
- C. (Carry) Abbenhues - PvdA - economie, toerisme en arbeidsmarkt
- D. (Dick) Buursink - PvdA - cultuur, Europa en stedelijke netwerken
- P. (Piet) Jansen - CDA - landelijk gebied, landbouw en water
- J.W. (Job) Klaasen - VVD - mobiliteit, financiën en bestuur
- G.J.H. (Gert) Ranter - CDA - jeugd, sociale infrastructuur en maatschappelijke ontwikkeling
- T.W. (Theo) Rietkerk - CDA - ruimte, wonen en milieu

### 2011-2015
Het college van Gedeputeerde Staten berustte voor de periode 2011-2015 op een coalitie van CDA, VVD, ChristenUnie en SGP en bestond uit de volgende vijf gedeputeerden:
- Ineke Bakker - VVD - milieu, wonen en financieel toezicht
- Bert Boerman - ChristenUnie-SGP - ruimte, water en jeugdzorg
- Eddy van Hijum - CDA - economie, energie en innovatie
- Gerrit Jan Kok - VVD - bereikbaarheid, openbaar vervoer en financiën
- Hester Maij - CDA - landelijk gebied en culturele infrastructuur

### 2015-2019
Het college van Gedeputeerde Staten berustte voor de periode 2015-2019 op een coalitie van CDA, VVD, D66 en ChristenUnie en bestond uit de volgende vijf gedeputeerden:
- E. (Bert) Boerman - ChristenUnie - mobiliteit, water en sociaal
- M.T. (Monique) van Haaf - VVD - ruimte, grondbeleid en handhaving
- Y.J. (Eddy) van Hijum - CDA - economie, financiën en deelnemingenbeleid
- W.H. (Hester) Maij - CDA - landbouw, natuur en cultuur
- J.M.E. (Annemieke) Traag - D66 - energie, milieu en Europa

### 2019-2023
Het college van Gedeputeerde Staten berustte voor de periode 2019-2023 op een coalitie van CDA, VVD, PvdA, ChristenUnie en SGP en bestond uit de volgende zes gedeputeerden:
- Eddy van Hijum - CDA - economie, financiën en Europa
- Bert Boerman - ChristenUnie - mobiliteit, water en klimaatadaptatie
- Monique van Haaf - VVD - wonen, ruimte en retail
- Tijs de Bree - PvdA - energie, milieu en arbeidsmarkt
- Gert Harm ten Bolscher - SGP - landbouw, natuur en facilitair
- Roy de Witte - CDA - leefbaar platteland, cultuur en sociale kwaliteit

### 2023-2027
Het college van Gedeputeerde Staten berust voor de periode 2023-2027 op een coalitie van BBB, VVD, GroenLinks, PvdA en SGP en bestaat uit de volgende zes gedeputeerden:
- Liesbeth Grijsen - BBB - wonen, ruimtelijke ordening en participatie
- Erwin Hoogland - VVD - economie en internationaal
- Martijn Dadema - GroenLinks - water, mobiliteit, inclusiviteit en handhaving
- Tijs de Bree - PvdA - energietransitie, sociaal, cultuur, milieu en financiën
- Gert Harm ten Bolscher - SGP - leefbaar platteland, innovatie, arbeidsmarkt, vergunningverlening en erfgoed
- Maurits von Martels - BBB - landbouw en natuur

## Landelijke verkiezingen in de provincie Overijssel
| Uitslagen van de verkiezingen vanaf 2006 (in percentages) | Uitslagen van de verkiezingen vanaf 2006 (in percentages) | Uitslagen van de verkiezingen vanaf 2006 (in percentages) | Uitslagen van de verkiezingen vanaf 2006 (in percentages) | Uitslagen van de verkiezingen vanaf 2006 (in percentages) | Uitslagen van de verkiezingen vanaf 2006 (in percentages) | Uitslagen van de verkiezingen vanaf 2006 (in percentages) | Uitslagen van de verkiezingen vanaf 2006 (in percentages) | Uitslagen van de verkiezingen vanaf 2006 (in percentages) | Uitslagen van de verkiezingen vanaf 2006 (in percentages) | Uitslagen van de verkiezingen vanaf 2006 (in percentages) |
| Partij                                                    | TK2006                                                    | EP2009                                                    | TK2010                                                    | TK2012                                                    | EP2014                                                    | TK2017                                                    | EP2019                                                    | TK2021                                                    | TK2023                                                    | EP2024                                                    |
| --------------------------------------------------------- | --------------------------------------------------------- | --------------------------------------------------------- | --------------------------------------------------------- | --------------------------------------------------------- | --------------------------------------------------------- | --------------------------------------------------------- | --------------------------------------------------------- | --------------------------------------------------------- | --------------------------------------------------------- | --------------------------------------------------------- |
| PvdA                                                      | 21,09                                                     | 12,23                                                     | 19,12                                                     | 24,66                                                     | 8,99                                                      | 5,50                                                      | 16,52                                                     | 5,30                                                      | 11,62                                                     | 16,47                                                     |
| GL                                                        | 3,43                                                      | 7,07                                                      | 5,36                                                      | 1,74                                                      | 5,50                                                      | 6,96                                                      | 8,48                                                      | 3,97                                                      | 11,62                                                     | 16,47                                                     |
| PVV                                                       | 4,02                                                      | 12,97                                                     | 12,56                                                     | 8,14                                                      | 9,96                                                      | 11,60                                                     | 2,93                                                      | 10,42                                                     | 21,98                                                     | 15,94                                                     |
| BBB                                                       | -                                                         | -                                                         | -                                                         | -                                                         | -                                                         | -                                                         | -                                                         | 2,63                                                      | 8,52                                                      | 11,09                                                     |
| CDA                                                       | 33,00                                                     | 26,85                                                     | 20,38                                                     | 13,67                                                     | 25,48                                                     | 19,82                                                     | 22,13                                                     | 15,87                                                     | 3,49                                                      | 10,81                                                     |
| VVD                                                       | 11,08                                                     | 9,53                                                      | 16,85                                                     | 23,06                                                     | 9,36                                                      | 18,66                                                     | 12,39                                                     | 19,89                                                     | 11,14                                                     | 9,22                                                      |
| NSC                                                       | -                                                         | -                                                         | -                                                         | -                                                         | -                                                         | -                                                         | -                                                         | -                                                         | 21,95                                                     | 7,74                                                      |
| D66                                                       | 1,62                                                      | 8,77                                                      | 5,86                                                      | 6,57                                                      | 11,76                                                     | 10,63                                                     | 5,27                                                      | 12,15                                                     | 4,32                                                      | 5,85                                                      |
| SGP                                                       | 2,23                                                      | [ 8 ]                                                     | 2,51                                                      | 3,01                                                      | [ 8 ]                                                     | 3,00                                                      | [ 8 ]                                                     | 3.05                                                      | 2,99                                                      | 5,33                                                      |
| CU                                                        | 6,93                                                      | 11,96                                                     | 6,18                                                      | 6,16                                                      | 12,92                                                     | 5,99                                                      | 11,12                                                     | 5,74                                                      | 3,44                                                      | 4,86                                                      |
| Volt                                                      | -                                                         | -                                                         | -                                                         | -                                                         | -                                                         | -                                                         | 1,26                                                      | 1,92                                                      | 1,32                                                      | 3,72                                                      |
| PvdD                                                      | 1,09                                                      | 2,42                                                      | 0,87                                                      | 1,30                                                      | 2,88                                                      | 2,13                                                      | 2,68                                                      | 2,61                                                      | 1,51                                                      | 2,91                                                      |
| FvD                                                       | -                                                         | -                                                         | -                                                         | -                                                         | -                                                         | 1,46                                                      | 9,75                                                      | 5,08                                                      | 2,12                                                      | 2,31                                                      |
| SP                                                        | 14,82                                                     | 6,52                                                      | 9,29                                                      | 9,33                                                      | 8,75                                                      | 9,18                                                      | 3,00                                                      | 5,54                                                      | 2,42                                                      | 1,74                                                      |
| 50Plus                                                    | -                                                         | -                                                         | -                                                         | 1,49                                                      | 2,47                                                      | 2,54                                                      | 2,90                                                      | 0,80                                                      | 0,29                                                      | 0,58                                                      |
| JA21                                                      | -                                                         | -                                                         | -                                                         | -                                                         | -                                                         | -                                                         | -                                                         | 2,03                                                      | 0,57                                                      | 0,52                                                      |
| DENK                                                      | -                                                         | -                                                         | -                                                         | -                                                         | -                                                         | 1,46                                                      | 1,07                                                      | 1,28                                                      | 1,36                                                      | -                                                         |
| BIJ1                                                      | -                                                         | -                                                         | -                                                         | -                                                         | -                                                         | -                                                         | -                                                         | 0,28                                                      | 0,18                                                      | -                                                         |
| overig                                                    | 0,69                                                      | 1,68                                                      | 1,02                                                      | 0,87                                                      | 1,93                                                      | 1,06                                                      | 1,77                                                      | 1,46                                                      | 0,78                                                      | 0,89                                                      |
| opkomst                                                   | 83,07                                                     | 35,97                                                     | 76,62                                                     | 76,46                                                     | 37,66                                                     | 83,49                                                     | 43,09                                                     | 81,05                                                     | 81,77                                                     | 48,63                                                     |